# Seznam Grand Prix Formule 1
Toto je seznam Velkých cen Formule 1, které byly nebo jsou součástí Mistrovství světa vozů Formule 1 od roku 1950 do současnosti.

## Seznam Grand Prix
| Klíč | Klíč                                     |
| ---- | ---------------------------------------- |
| *    | Závody, které jsou součástí sezóny 2025. |

Aktualizováno po Grand Prix Austrálie 2025.

### Seznam dle názvu[1]
| Závod                            | Stát                    | Roky                                                               | Počet okruhů | Počet Grand Prix |
| -------------------------------- | ----------------------- | ------------------------------------------------------------------ | ------------ | ---------------- |
| Grand Prix 70. výročí            | Spojené království      | 2020                                                               | 1            | 1                |
| Grand Prix Abú Zabí*             | Spojené arabské emiráty | 2009–dosud                                                         | 1            | 16               |
| Grand Prix Argentiny             | Argentina               | 1953–1958, 1960, 1972–1975, 1977–1981, 1995–1998                   | 1            | 20               |
| Grand Prix Austrálie*            | Austrálie               | 1985–2019, 2022–dosud                                              | 2            | 39               |
| Grand Prix Ázerbájdžánu*         | Ázerbájdžán             | 2017–2019, 2021–dosud                                              | 1            | 7                |
| Grand Prix Bahrajnu*             | Bahrajn                 | 2004–2010, 2012–dosud                                              | 1            | 20               |
| Grand Prix Belgie*               | Belgie                  | 1950–1956, 1958, 1960–1968, 1970, 1972–2002, 2004–2005, 2007–dosud | 3            | 66               |
| Grand Prix Brazílie              | Brazílie                | 1973–2019                                                          | 2            | 47               |
| Grand Prix Caesars Palace        | Spojené státy americké  | 1981–1982                                                          | 1            | 2                |
| Grand Prix Číny*                 | Čína                    | 2004–2019, 2024–dosud                                              | 1            | 17               |
| Grand Prix Dallasu               | Spojené státy americké  | 1984                                                               | 1            | 1                |
| Grand Prix Detroitu              | Spojené státy americké  | 1982–1988                                                          | 1            | 7                |
| Grand Prix Eifelu                | Německo                 | 2020                                                               | 1            | 1                |
| Grand Prix Emilia Romagna*       | Itálie                  | 2020–2022, 2024–dosud                                              | 1            | 4                |
| Grand Prix Evropy                | Evropská unie           | 1983–1985, 1993–1997, 1999–2012, 2016                              | 6            | 23               |
| Grand Prix Francie               | Francie                 | 1950–1954, 1956–2008, 2018–2019, 2021–2022                         | 5            | 62               |
| Indianapolis 500                 | Spojené státy americké  | 1950–1960                                                          | 1            | 11               |
| Grand Prix Indie                 | Indie                   | 2011–2013                                                          | 1            | 3                |
| Grand Prix Itálie*               | Itálie                  | 1950–dosud                                                         | 2            | 75               |
| Grand Prix Japonska*             | Japonsko                | 1976,1977, 1987–2019, 2022–dosud                                   | 2            | 38               |
| Grand Prix Jihoafrické republiky | Jižní Afrika            | 1962–1963, 1965, 1967–1980, 1982–1985, 1992–1993                   | 2            | 23               |
| Grand Prix Jižní Koreje          | Jižní Korea             | 2010–2013                                                          | 1            | 4                |
| Grand Prix Kanady*               | Kanada                  | 1967–1974, 1976–1986, 1988–2008, 2010–2019, 2022–dosud             | 3            | 53               |
| Grand Prix Kataru*               | Katar                   | 2021, 2023–dosud                                                   | 1            | 3                |
| Grand Prix Las Vegas*            | Spojené státy americké  | 2023–dosud                                                         | 1            | 2                |
| Grand Prix Lucemburska           | Německo                 | 1997–1998                                                          | 1            | 2                |
| Grand Prix Maďarska*             | Maďarsko                | 1986–dosud                                                         | 1            | 33               |
| Grand Prix Malajsie              | Malajsie                | 1999–2017                                                          | 1            | 19               |
| Grand Prix Maroka                | Maroko                  | 1958                                                               | 1            | 1                |
| Grand Prix Mexika                | Mexiko                  | 1963–1970, 1986–1992, 2015–2019                                    | 1            | 20               |
| Grand Prix Mexico City*          | Mexiko                  | 2021–dosud                                                         | 1            | 4                |
| Grand Prix Miami*                | Spojené státy americké  | 2022–dosud                                                         | 1            | 3                |
| Grand Prix Monaka*               | Monako                  | 1950, 1955–2019, 2021–dosud                                        | 1            | 70               |
| Grand Prix Německa               | Německo                 | 1951–1954, 1956–1959, 1961–2006, 2008–2014, 2016, 2018–2019        | 3            | 64               |
| Grand Prix Nizozemska*           | Nizozemsko              | 1952–1953, 1955, 1958–1971, 1973–1985, 2021–dosud                  | 1            | 34               |
| Grand Prix Pacifiku              | Japonsko                | 1994–1995                                                          | 1            | 2                |
| Grand Prix Pescary               | Itálie                  | 1957                                                               | 1            | 1                |
| Grand Prix Portugalska           | Portugalsko             | 1958–1960, 1984–1996, 2020–2021                                    | 4            | 18               |
| Grand Prix Rakouska*             | Rakousko                | 1964, 1970–1987, 1997–2003, 2014–dosud                             | 2            | 37               |
| Grand Prix Ruska                 | Rusko                   | 2014–2021                                                          | 1            | 8                |
| Grand Prix Sachíru               | Bahrajn                 | 2020                                                               | 1            | 1                |
| Grand Prix San Marina            | San Marino              | 1981–2006                                                          | 1            | 26               |
| Grand Prix São Paula*            | Brazílie                | 2021–dosud                                                         | 1            | 4                |
| Grand Prix Saúdské Arábie*       | Saúdská Arábie          | 2021–dosud                                                         | 1            | 4                |
| Grand Prix Singapuru*            | Singapur                | 2008–2019, 2022–dosud                                              | 1            | 15               |
| Grand Prix Španělska*            | Španělsko               | 1951, 1954, 1968–1979, 1981, 1986–dosud                            | 5            | 54               |
| Grand Prix Štýrska               | Rakousko                | 2020–2021                                                          | 1            | 2                |
| Grand Prix Švédska               | Švédsko                 | 1973–1978                                                          | 1            | 6                |
| Grand Prix Švýcarska             | Švýcarsko               | 1950–1954, 1982                                                    | 2            | 6                |
| Grand Prix Toskánska             | Itálie                  | 2020                                                               | 1            | 1                |
| Grand Prix Turecka               | Turecko                 | 2005–2011, 2020–2021                                               | 1            | 9                |
| Grand Prix USA*                  | Spojené státy americké  | 1959–1980, 1989–1991, 2000–2007, 2012–2019, 2021–dosud             | 6            | 45               |
| Grand Prix USA Západ             | Spojené státy americké  | 1976–1983                                                          | 1            | 8                |
| Grand Prix Velké Británie*       | Spojené království      | 1950–dosud                                                         | 3            | 75               |

### Seznam dle pořádající země[2]
| Stát                     | Závod | Počet Grand Prix | Počet okruhů |
| ------------------------ | --- | ---------------- | ------------ |
| Argentina                | Grand Prix Argentiny (1953–1958, 1960, 1972–1975, 1977–1981, 1995–1998) | 20               | 1            |
| Austrálie*               | Grand Prix Austrálie (1985–2019, 2022–dosud)* | 39               | 2            |
| Ázerbájdžán*             | Grand Prix Evropy 1 (2016) Grand Prix Ázerbájdžánu 7 (2017–2019, 2021–dosud)* | 8                | 1            |
| Bahrajn*                 | Grand Prix Bahrajnu 20 (2004–2010, 2012–dosud)* Grand Prix Sachíru 1 (2020) | 21               | 1            |
| Belgie*                  | Grand Prix Belgie (1950–1956, 1958, 1960–1968, 1970, 1972–2002, 2004–2005, 2007–dosud)* | 69               | 3            |
| Brazílie*                | Grand Prix Brazílie 47 (1973–2019) Grand Prix São Paula 4 (2021–dosud)* | 51               | 2            |
| Čína*                    | Grand Prix Číny (2004–2019, 2024–dosud) | 17               | 1            |
| Francie                  | Grand Prix Francie 62 (1950–1954, 1956–2008, 2018–2019, 2021–dosud) Grand Prix Švýcarska 1 (1982) | 63               | 7            |
| Indie                    | Grand Prix Indie (2011–2013) | 3                | 1            |
| Itálie*                  | Grand Prix Itálie 75 (1950–dosud)* Grand Prix Pescary 1 (1957) Grand Prix San Marina 26 (1981–2006) Grand Prix Toskánska 1 (2020) Grand Prix Emilia Romagna 4 (2020-2022, 2024–dosud)* | 107              | 4            |
| Japonsko*                | Grand Prix Japonska 38 (1976–1977, 1987–2019, 2022–dosud)* Grand Prix Pacifiku 2 (1994–1995) | 40               | 3            |
| Jižní Afrika             | Grand Prix Jihoafrické republiky (1962–1963, 1965, 1967–1980, 1982–1985, 1992–1993) | 23               | 2            |
| Jižní Korea              | Grand Prix Koreje (2010–2013) | 4                | 1            |
| Kanada*                  | Grand Prix Kanady (1967–1974, 1976–1986, 1988–2008, 2010–2019, 2022–dosud)* | 53               | 3            |
| Katar*                   | Grand Prix Kataru (2021, 2023–dosud) | 3                | 1            |
| Maďarsko*                | Grand Prix Maďarska (1986–dosud)* | 39               | 1            |
| Malajsie                 | Grand Prix Malajsie (1999–2017) | 19               | 1            |
| Maroko                   | Grand Prix Maroka (1958) | 1                | 1            |
| Mexiko*                  | Grand Prix Mexika 20 (1963–1970, 1986–1992, 2015–2019) Grand Prix Mexico City 4 (2021–dosud)* | 24               | 1            |
| Monako*                  | Grand Prix Monaka (1950, 1955–2019, 2021–dosud)* | 70               | 1            |
| Německo                  | Grand Prix Německa 64 (1951–1954, 1956–1959, 1961–2006, 2008–2014, 2016, 2018–2019) Grand Prix Evropy 12 (1984, 1995–1996, 1999–2007) Grand Prix Lucemburska 2 (1997–1998) Grand Prix Eifelu 1 (2020) | 79               | 3            |
| Nizozemsko*              | Grand Prix Nizozemska (1952–1953, 1955, 1958–1971, 1973–1985, 2021–dosud)* | 34               | 1            |
| Portugalsko              | Grand Prix Portugalska (1958–1960, 1984–1996, 2020-2021) | 18               | 4            |
| Rakousko*                | Grand Prix Rakouska 37 (1964, 1970–1987, 1997–2003, 2014–dosud)* Grand Prix Štýrska 2 (2020-2021) | 39               | 2            |
| Rusko                    | Grand Prix Ruska (2014–2021) | 8                | 1            |
| Saúdská Arábie*          | Grand Prix Saúdské Arábie (2021–dosud)* | 4                | 1            |
| Singapur*                | Grand Prix Singapuru (2008–2019, 2022–dosud)* | 15               | 1            |
| Spojené arabské emiráty* | Grand Prix Abú Zabí (2009–dosud)* | 16               | 1            |
| Spojené království*      | Grand Prix Velké Británie 75 (1950–dosud)* Grand Prix Evropy 3 (1983, 1985, 1993) Grand Prix 70. výročí 1 (2020) | 79               | 4            |
| Spojené státy americké*  | 500 mil Indianapolis 11 (1950–1960) Grand Prix USA 45 (1959–1980, 1989–1991, 2000–2007, 2012–2019, 2021–dosud)* Grand Prix USA Západ 8 (1976–1983) Grand Prix Caesars Palace 2 (1981–1982) Grand Prix Detroitu 7 (1982–1988) Grand Prix Dallasu 1 (1984) Grand Prix Miami 3 (2022–dosud)* Grand Prix Las Vegas 2 (2023–dosud)* | 79               | 12           |
| Španělsko*               | Grand Prix Španělska 54 (1951, 1954, 1968–1979, 1981, 1986–dosud)* Grand Prix Evropy 7 (1994, 1997, 2008–2012) | 61               | 6            |
| Švédsko                  | Grand Prix Švédska (1973–1978) | 6                | 1            |
| Švýcarsko                | Grand Prix Švýcarska (1950–1954) | 5                | 1            |
| Turecko                  | Grand Prix Turecka (2005–2011, 2020–2021) | 9                | 1            |

### Seznam dle místa[3]
| Okruh                                             | Závod | Počet Grand Prix |
| ------------------------------------------------- | --- | ---------------- |
| Adelaide                                          | Grand Prix Austrálie (1985–1995) | 11               |
| Aida                                              | Grand Prix Pacifiku (1994–1995) | 2                |
| Ain-Diab (Casablanca)                             | Grand Prix Maroka (1958) | 1                |
| Aintree                                           | Grand Prix Velké Británie (1955, 1957, 1959, 1961–1962) | 5                |
| Albert Park (Melbourne)*                          | Grand Prix Austrálie (1996–2019, 2022–dosud)* | 28               |
| Algarve                                           | Grand Prix Portugalska (2020-2021) | 2                |
| Anderstorp                                        | Grand Prix Švédska (1973–1978) | 6                |
| Austin*                                           | Grand Prix USA (2012–2019, 2021–dosud)* | 12               |
| AVUS (Berlín)                                     | Grand Prix Německa (1959) | 1                |
| Baku*                                             | Grand Prix Evropy 1 (2016) Grand Prix Ázerbájdžánu 7 (2017–2019, 2021–dosud)* | 8                |
| Boavista (Porto)                                  | Grand Prix Portugalska (1958, 1960) | 2                |
| Brands Hatch                                      | Grand Prix Velké Británie 12 (1964, 1966, 1968, 1970, 1972, 1974, 1976, 1978, 1980, 1982, 1984, 1986) Grand Prix Evropy 2 (1983, 1985)                                                                       | 14               |
| Bremgarten (Bern)                                 | Grand Prix Švýcarska (1950–1954) | 5                |
| Caesars Palace (Las Vegas)                        | Grand Prix Caesars Palace (1981–1982) | 2                |
| Catalunya (Barcelona)*                            | Grand Prix Španělska (1991–dosud)* | 34               |
| Charade (Clermont-Ferrand)                        | Grand Prix Francie (1965, 1969, 1970, 1972) | 4                |
| Dallas                                            | Grand Prix USA (1984) | 1                |
| Detroit                                           | Grand Prix Detroitu (1982–1988) | 7                |
| Dijon-Prenois                                     | Grand Prix Francie 5 (1974, 1977, 1979, 1981, 1984) Grand Prix Švýcarska 1 (1982) | 6                |
| Donington                                         | Grand Prix Evropy (1993) | 1                |
| East London                                       | Grand Prix Jihoafrické republiky (1962–1963, 1965) | 3                |
| Estoril                                           | Grand Prix Portugalska (1984–1996) | 13               |
| Fudži                                             | Grand Prix Japonska (1976–1977, 2007–2008) | 4                |
| Greater Noida                                     | Grand Prix Indie (2011–2013) | 3                |
| Hermanos Rodríguez (Mexico City)*                 | Grand Prix Mexika 20 (1963–1970, 1986–1992, 2015–2019) Grand Prix Mexico City 4 (2021–dosud)* | 24               |
| Hockenheim                                        | Grand Prix Německa (1970, 1977–1984, 1986–2006, 2008, 2010, 2012, 2014, 2016, 2018–2019) | 37               |
| Hungaroring (Budapešť)*                           | Grand Prix Maďarska (1986–dosud)* | 39               |
| Imola*                                            | Grand Prix Itálie 1 (1980) Grand Prix San Marina 26 (1981–2006) Grand Prix Emilia Romagna 4 (2020-2022, 2024–dosud)*                                                                                         | 31               |
| Indianapolis                                      | 500 mil Indianapolis 11 (1950–1960) Grand Prix USA 8 (2000–2007) | 19               |
| Interlagos (São Paulo)*                           | Grand Prix Brazílie 37 (1973–1977, 1979–1980, 1990–2019) Grand Prix São Paula 4 (2021–dosud)* | 41               |
| Istanbul                                          | Grand Prix Turecka (2005–2011, 2020–2021) | 9                |
| Jacarepaguá (Rio de Janeiro)                      | Grand Prix Brazílie (1978, 1981–1989) | 10               |
| Jarama                                            | Grand Prix Španělska (1968, 1970, 1972, 1974, 1976–1979, 1981) | 9                |
| Jeddah Corniche*                                  | Grand Prix Saúdské Arábie (2021–dosud)* | 4                |
| Jerez                                             | Grand Prix Španělska 5 (1986–1990) Grand Prix Evropy 2 (1994, 1997) | 7                |
| Kyalami                                           | Grand Prix Jihoafrické republiky (1967–1980, 1982–1985, 1992–1993) | 20               |
| Las Vegas Strip Circuit*                          | Grand Prix Las Vegas (2023–dosud)* | 2                |
| Le Mans Bugatti                                   | Grand Prix Francie (1967) | 1                |
| Long Beach                                        | Grand Prix USA Západ (1976–1983) | 8                |
| Lusail*                                           | Grand Prix Kataru (2021, 2023–dosud) | 3                |
| Magny–Cours                                       | Grand Prix Francie (1991–2008) | 18               |
| Marina Bay Street Circuit*                        | Grand Prix Singapuru (2008–2019, 2022–dosud)* | 15               |
| Miami International Autodrome*                    | Grand Prix Miami (2022–dosud)* | 3                |
| Monsanto Park (Lisabon)                           | Grand Prix Portugalska (1959) | 1                |
| Monte Carlo*                                      | Grand Prix Monaka (1950, 1955–2019, 2021–dosud)* | 70               |
| Montjuïc (Barcelona)                              | Grand Prix Španělska (1969, 1971, 1973, 1975) | 4                |
| Montréal*                                         | Grand Prix Kanady (1978–1986, 1988–2008, 2010–2019, 2022–dosud) | 43               |
| Monza*                                            | Grand Prix Itálie (1950–1979, 1981–dosud)* | 74               |
| Mosport Park                                      | Grand Prix Kanady (1967, 1969, 1971–1974, 1976–1977) | 8                |
| Mugello                                           | Grand Prix Toskánska (2020) | 1                |
| Nivelles                                          | Grand Prix Belgie (1972, 1974) | 2                |
| Nürburgring                                       | Grand Prix Německa 26 (1951–1954, 1956–1958, 1961–1969, 1971–1976, 1985, 2009, 2011, 2013) Grand Prix Evropy 12 (1984, 1995–1996, 1999–2007) Grand Prix Lucemburska 2 (1997–1998) Grand Prix Eifelu 1 (2020) | 41               |
| Oscar y Juan Gálvez (Buenos Aires)                | Grand Prix Argentiny (1953–1958, 1960, 1972–1975, 1977–1981, 1995–1998) | 20               |
| Paul Ricard (Le Castellet)                        | Grand Prix Francie (1971, 1973, 1975–1976, 1978, 1980, 1982–1983, 1985–1990, 2018–2019, 2021-2022) | 18               |
| Pedralbes                                         | Grand Prix Španělska (1951, 1954) | 2                |
| Pescara                                           | Grand Prix Pescary (1957) | 1                |
| Phoenix                                           | Grand Prix USA (1989–1991) | 3                |
| Reims                                             | Grand Prix Francie (1950, 1951, 1953, 1954, 1956, 1958–1961, 1963, 1966) | 11               |
| Riverside                                         | Grand Prix USA (1960) | 1                |
| Rouen                                             | Grand Prix Francie (1952, 1957, 1962, 1964, 1968) | 5                |
| Saint-Jovite (Mont-Tremblant)                     | Grand Prix Kanady (1968, 1970) | 2                |
| Sakhir*                                           | Grand Prix Bahrajnu 20 (2004–2010, 2012–dosud)* Grand Prix Sachíru 1 (2020) | 21               |
| Sebring                                           | Grand Prix USA (1959) | 1                |
| Sepang (Kuala Lumpur)                             | Grand Prix Malajsie (1999–2017) | 19               |
| Silverstone*                                      | Grand Prix Velké Británie 58 (1950–1954, 1956, 1958, 1960, 1963, 1965, 1967, 1969, 1971, 1973, 1975, 1977, 1979, 1981, 1983, 1985, 1987–dosud)* Grand Prix 70. výročí 1 (2020)                               | 59               |
| Soči                                              | Grand Prix Ruska (2014–2021) | 8                |
| Spa–Francorchamps*                                | Grand Prix Belgie (1950–1956, 1958, 1960–1968, 1970, 1983, 1985–2002, 2004–2005, 2007–dosud) | 57               |
| Spielberg (Österreichring/A1-Ring/Red Bull Ring)* | Grand Prix Rakouska 36 (1970–1987, 1997–2003, 2014–dosud)* Grand Prix Štýrska 2 (2020–2021) | 38               |
| Suzuka*                                           | Grand Prix Japonska (1987–2006, 2009–2019, 2022–dosud)* | 34               |
| Šanghaj*                                          | Grand Prix Číny (2004–2019, 2024–dosud) | 17               |
| Valencia                                          | Grand Prix Evropy (2008–2012) | 5                |
| Watkins Glen                                      | Grand Prix USA (1961–1980) | 20               |
| Yas Marina (Abú Zabí)*                            | Grand Prix Abú Zabí (2009–dosud)* | 16               |
| Yeongnam                                          | Grand Prix Jižní Koreje (2010–2013) | 4                |
| Zandvoort*                                        | Grand Prix Nizozemska (1952–1953, 1955, 1958–1971, 1973–1985, 2021–dosud)* | 34               |
| Zeltweg                                           | Grand Prix Rakouska (1964) | 1                |
| Zolder                                            | Grand Prix Belgie (1973, 1975–1982, 1984) | 10               |